# Thelymitra venosa
Thelymitra venosa är en orkidéart som beskrevs av Robert Brown. Thelymitra venosa ingår i släktet Thelymitra och familjen orkidéer. Inga underarter finns listade i Catalogue of Life.